# Procainamid
Procainamid  ist strukturell mit Procain verwandt. Es ist ein Antiarrhythmikum der Gruppe der Natriumkanalblocker. Damit gehört es zu den Klasse-Ia-Antiarrhythmika nach der Vaughan/Williams-Klassifikation. Procainamid wird als Reserveantiarrhythmikum bei therapieresistenten ventrikulären Arrhythmien und bei supraventrikulären Arrhythmien bei Präexzitation eingesetzt.

## Geschichte
Mit der Absicht ein neues Reservetherapeutikum für Cocain in der Lokalanästhesie zu entdecken synthetisierte Alfred Einhorn 1905 Procain. Die antiarrhythmische Wirkung des Procains wurde erst 1936 durch Frederick Mautz in Cleveland, Ohio, entdeckt. Da Procain jedoch zu schnell hydrolisierte, war es ungeeignet für die klinische Anwendung. Lester Charles Mark (geb. 1918) untersuchte das verwandte Procainamid, das 1951 zur Behandlung ventrikulärer Arrhythmien eingeführt wurde. Henry Max Woske (geb. 1924) bewies 1953 die Wirksamkeit auch gegen supraventrikuläre Arrhythmien.

## Pharmakokinetik
Procainamid hat eine kurze Plasmahalbwertszeit von 2 bis 4 Stunden und hat eine Bioverfügbarkeit von ca. 80 %. Da Procainamid über die Nieren ausgeschieden wird, sollte eine Dosisanpassung bei Niereninsuffizienz beachtet werden.

## Pharmakodynamik
Es weist eine schwächere anticholinerge Wirkung als Chinidin auf. Procainamid kann bei Dauertherapie zur Induktion von antinuklären Antikörpern (Systemischer Lupus erythematodes) führen, in diesem Fall sollte es unverzüglich abgesetzt werden. Weiterhin ist es möglich, dass bei der Behandlung mit Procainamid Nesselsucht, Fieber und Agranulozytose auftreten können.

## Verfügbarkeit
Procainamid wird auf dem deutschen Markt derzeit nicht vertrieben.